# サキシマハブ
サキシマハブ（学名：Protobothrops elegans、先島波布または先島飯匙倩）は、クサリヘビ科ハブ属に分類される、有毒のヘビ（毒蛇）。日本の先島諸島を中心に棲息する。

## 分布
先島諸島のうち、八重山列島（与那国島および波照間島を除く）の固有種。沖縄本島の南部に、薬用などの目的で持ち込まれた個体が逸出し分布している。
また、本来生息しない、八重山列島の東に位置する宮古島においても、2013年4月に平良港近くで1個体が捕獲され、2024年にも死骸が平良港のコンテナと地面の間で見つかった。貨物に紛れ込んできたと推測されているが、沖縄県庁は定着を警戒して港周辺にハブ捕獲器を設置するほか、沖縄県立宮古病院に抗毒素を導入する。

## 形態
全長60-120センチメートル、頭胴長は50-100センチメートルで、雌雄差はない。体色は褐色から灰褐色。暗褐色の鎖状の斑紋が入るが、個体変異も大きく斑紋が不明瞭な個体もいる。種小名elegansは「優雅な」の意。毒性はハブよりも弱いとされているが、噛まれた場合には重症に陥ることもある。体鱗数は23-25列。

## 生態
平地から山地にかけて生息する。地表棲だが樹上に登ることもある。夜行性。
食性は動物食で、死体を含めネズミ等の哺乳類、トカゲ、カエルなどを食べる。
繁殖形態は卵生。繁殖期は7月頃で、1回に3-13個の卵を産む。移入された沖縄本島では、ハブとサキシマハブの交雑個体も確認されている。